# گلیز ۶۳۸
گلیز ۶۳۸ یک ستاره است که در صورت فلکی زانوزده قرار دارد.